# Kevin Huser
Kevin Huser (* 1995) je švýcarský profesionální horolezec, reprezentant v ledolezení a ve sportovním lezení, juniorský mistr světa v ledolezení na obtížnost.

## Výkony a ocenění
- 2015: juniorský mistr světa
- 2016: juniorský mistr světa
- 2018: bronzová medaile ze závodu Evropského poháru

### Závodní výsledky
Ledolezení
| Mistrovství světa v ledolezení | Mistrovství světa v ledolezení | Mistrovství světa v ledolezení |
| Rok                            | 2015                           | 2017                           |
| ------------------------------ | ------------------------------ | ------------------------------ |
| Obtížnost                      | 5                              | 27–32                          |

| Světový pohár v ledolezení | Světový pohár v ledolezení | Světový pohár v ledolezení | Světový pohár v ledolezení | Světový pohár v ledolezení | Světový pohár v ledolezení | Světový pohár v ledolezení | Světový pohár v ledolezení | Světový pohár v ledolezení |
| Rok                        | 2012                       | 2013                       | 2014                       | 2015                       | 2016                       | 2017                       | 2018                       | 2019                       |
| -------------------------- | -------------------------- | -------------------------- | -------------------------- | -------------------------- | -------------------------- | -------------------------- | -------------------------- | -------------------------- |
| Obtížnost                  | 57                         | 23–24                      | 19–20                      | 13                         | 12                         | 21                         | 23–24                      | 18                         |
| jednotlivě*                | 26,-, -,-,-                | -,19, 21–23,10,-           | 26–27,-, 12,17,-           | 14,-,25–29, 5,4,-          | 5–6,24, 8,5–27             | -,-,-, 18,13               | 17,-, -,-,12               | -,-,8, 11,14,23            |

* poznámka: napravo jsou poslední závody v roce
| Mistrovství Evropy v ledolezení | Mistrovství Evropy v ledolezení | Mistrovství Evropy v ledolezení | Mistrovství Evropy v ledolezení |
| Rok                             | 2016                            | 2018                            | 2020                            |
| ------------------------------- | ------------------------------- | ------------------------------- | ------------------------------- |
| Obtížnost                       | 17–19                           | 8                               | 8                               |

| Evropský pohár v ledolezení | Evropský pohár v ledolezení |
| Rok                         | 2018/2019                   |
| --------------------------- | --------------------------- |
| Obtížnost                   | 6                           |
| jednotlivě*                 | 6,-,-,                      |

* poznámka: napravo jsou poslední závody v roce
| Mistrovství světa juniorů v ledolezení | Mistrovství světa juniorů v ledolezení | Mistrovství světa juniorů v ledolezení |
| Rok                                    | 2015 U22                               | 2016 U22                               |
| -------------------------------------- | -------------------------------------- | -------------------------------------- |
| Obtížnost                              | 1                                      | 1                                      |

Sportovní lezení
| Mistrovství světa ve sportovním lezení | Mistrovství světa ve sportovním lezení |
| Rok                                    | 2016                                   |
| -------------------------------------- | -------------------------------------- |
| Obtížnost                              | 22                                     |

| Světový pohár ve sportovním lezení | Světový pohár ve sportovním lezení | Světový pohár ve sportovním lezení | Světový pohár ve sportovním lezení | Světový pohár ve sportovním lezení | Světový pohár ve sportovním lezení |
| Rok                                | 2013                               | 2014                               | 2015                               | 2016                               | 2017                               |
| ---------------------------------- | ---------------------------------- | ---------------------------------- | ---------------------------------- | ---------------------------------- | ---------------------------------- |
| Obtížnost                          | 0                                  | 0                                  | 0                                  | 55–56                              | 0                                  |
| jednotlivě*                        | ,43,                               | ,46,64,                            | ,50,45,38,35,48,70,43,             | ,39,22,51,63,                      | ,53,                               |
|                                    |                                    |                                    |                                    |                                    |                                    |
| Bouldering                         | —                                  | —                                  | —                                  | —                                  | 0                                  |
| jednotlivě*                        | —                                  | —                                  | —                                  | —                                  | ,95,                               |

* poznámka: napravo jsou poslední závody v roce
| Mistrovství Evropy ve sportovním lezení | Mistrovství Evropy ve sportovním lezení |
| Rok                                     | 2015                                    |
| --------------------------------------- | --------------------------------------- |
| Obtížnost                               | 48–49                                   |

Účastnil se také domácích závodů a v letech 2009–2014 mistrovství Evropy juniorů a Evropského poháru juniorů (bez medailí).